# Ali Krieger
Alexandra Blaire Krieger (født 28. juli 1984) er en kvindelig amerikansk fodboldspiller, der spiller som forsvar for Orlando Pride i National Women's Soccer League og USA's kvindefodboldlandshold, siden 2008. Hun har tidligere spillet for Washington Spirit, svenske Tyresö FF og tyske 1. FFC Frankfurt.
Hun fik debut på det amerikanske A-landshold i 16. januar 2008, i en landskamp mod Canada. Hun blev udtaget som reserve til Sommer-OL 2008 i Beijing.
Hun har været med til at vinde hele tre VM-medaljer, i VM 2011 i Tyskland, VM 2015 i Canada og VM 2019 i Frankrig.